# Шавельский, Георгий Иванович
Гео́ргий Ива́нович Шаве́льский (6 [18] января 1871, село Дубокрай, Городокский уезд, Витебская губерния (ныне Невельский район Псковской области) — 2 октября 1951, София, Болгария) — священнослужитель Православной Российской церкви, член российского Святейшего синода (октябрь 1915 — апрель 1917). В царской России и в армии Деникина занимал должность протопресвитера военного и морского духовенства. После эмиграции состоял в клире Русской православной церкви заграницей, в 1926 году перешёл в Болгарскую православную церковь.
Духовный писатель, автор мемуаров, деятель экуменического движения.

## Биография
Родился 6 января 1871 года в селе Дубокрай Городокского уезда Витебской губернии в семье дьячка Ивана Ивановича Шавельского. Окончив 1885 году Витебское духовное училище, в 1891 году Витебскую духовную семинарию. В 1894 г. вступил в брак с Ираидой Мефодьевной Забелиной, которая в 1897 году умерла при родах. В браке родилась дочь Мария.
С 19 (31) августа 1891 года псаломщик Вознесенской церкви села Хвошняны Городокского уезда Витебской губернии, с 1892 года псаломщик в Преображенском храме села Усмынь Велижского уезда Витебской губернии. 19 (31) марта 1895 года рукоположён в священника к Никольской церкви села Бедрицы Лепельского уезда; с 24 ноября (6 декабря) 1895 года по 31 августа (12 сентября) 1898 года священник Успенской церкви села Азарково Городокского уезда.
В 1898 году поступил в Санкт-Петербургскую духовную академию, которую окончил в 1902 году со степенью кандидата богословия. С 1899 года настоятель храма в имении великого князя Дмитрия Константиновича в Стрельне.
С 31 января (13 февраля) 1902 года по 22 апреля (5 марта) 1911 года настоятель храма св. Александра Невского (Суворово-Кончанского) при Николаевской академии Генерального штаба в Санкт-Петербурге, часто встречался с протоиереем Иоанном Кронштадтским.
Одновременно, в период Русско-японской войны, с 1904 года священник 33-го Восточно-Сибирского стрелкового полка и благочинный 9 Восточно-Сибирской стрелковой дивизии. С этим полком участвовал в девяти боях с японцами. Был награждён орденом Св. Анны 2-й и 3-й ст. с мечами, наперсным золотым крестом из кабинета Е. И. Величества на Георгиевской ленте. Выписка из наградного листа гласит: «17, 18 августа 1904 года у о. Фаньзятунь под огнём неприятеля священник Г. Шавельский исполнял пастырские обязанности и, будучи контужен, не оставил рядов полка.»
С декабря 1904 года 20 января (2 февраля) 1906 года Главный полевой священник 1-й Маньчжурской армии. 5 (18) сентября 1905 года возведён в сан протоиерея.
В 1906—1910 годах законоучитель в Смольном институте. 9 (22) мая 1910 года защитил диссертацию «Последнее воссоединение униатов Белорусской епархии (1833—1839 гг.)», магистр богословия, профессор императорского Санкт-Петербургского историко-филологического института. Член совета Скобелевского комитета помощи увечным и раненым воинам, Епархиального миссионерского совета (1909), Духовного правления военного протопресвитера (1910).
22 апреля (5 мая) 1911 года был назначен протопресвитером военного и морского духовенства, с возложением митры.
27 июля (9 августа) 1911 года, на панихиде в храме Спаса-на-Водах накануне его освящения, сказал пророческие слова:

«За забвение Бога, за глумление над Его заповедями, …за неиспользование находящихся, по воле Его, у народа сил и средств, − Бог отступается от народа, лишает его Своего благоволения и помощи, после чего беды и несчастья, как тучи чёрные, находят на народ, и от этих туч гибнут не всегда виновные, часто и невинные.»

С 1912 года член Общества ревнителей сближения Англиканской Церкви с Православною.
2 (15) июня 1913 года почётный настоятель Фёдоровского собора в Царском Селе. В годы Первой мировой войны находился в Ставке, откуда руководил пятитысячной армией военных священников, а также выезжал на фронт, бывал на передовых позициях.
С 24 октября (6 ноября) 1915 года до 14 (27) апреля 1917 года присутствующий в Святейшем Синоде.
Награждён орденами св. Владимира IV степени с мечами (1906), III (1912) и II (1914) степени, св. Анны III степени с мечами, II (1904) и I степени, наперсным золотым крестом на георгиевской ленте (1905).

## После революции 1917 года
С 13 часов 9 марта до 22 часов 10 марта 1917 года находился под арестом в Таврическом дворце. 10 марта подал обер-прокурору Святейшего синода прошение об отставке, однако получил от военного министра А. Ф. Керенского предписание немедленно отправиться в Ставку.
9 июля 1917 года на II Всероссийском съезде военного и морского духовенства тайным голосованием большинством голосов (45 из 48) избран протопресвитером военного и морского духовенства.
В 1917 году кандидат на Петроградскую архиерейскую кафедру, получил на выборах 24 мая (6 июня) 93 голоса. Товарищ председателя Всероссийского Поместного Собора 1917—1918 годов, член Соборного Совета, Религиозно-просветительного совещания при нём и III, VII Отделов. Член Высшего Церковного Совета. Один из кандидатов на Патриаршество (при голосовании получил 13 голосов).
С 13 апреля 1918 года настоятель домового храма св. Александра Невского при бывшем Управлении протопресвитера военного и морского духовенства в Петрограде. В сентябре 1918 года Витебским советом рабочих депутатов приговорён к смертной казни. Расстрел был назначен на 9 сентября. Предупреждённый об этом, был вынужден бежать.
30 сентября 1918 года с паспортом умершего крестьянина Скобленка прибыл из Витебска в Киев, находившийся тогда под властью гетмана Павла Скоропадского, где окончательно испортил личные отношения с митрополитом Киевским Антонием (Храповицким).
В ноябре 1918 года гостил в Ялте у великого князя Николая Николаевича; 9 декабря прибыл в Екатеринодар и 10 декабря приказом генерала Деникина был назначен на должность протопресвитера военного и морского духовенства Добровольческой армии (число священников в Армии — около 50).
В начале февраля 1919 года выступил с инициативой организовать Временную высшую церковную власть на Юго-Востоке России — ввиду невозможности сношений с Патриархом и Синодом в Москве. Председатель Предсоборной комиссии, товарищ председателя Юго-Восточного Русского Церковного Собора, его I, II отделов и 1-й комиссии, член ВВЦУ на Юго-Востоке России.
28 марта (10 апреля н.ст.) 1920 года генералом Петром Врангелем отстранён от должности главы военного духовенства вооружённых сил юга России и командирован за границу.

## В эмиграции
С апреля 1920 года служил в Свято-Никольском храме Софии, преподаватель в Софийской духовной семинарии, член Русского религиозно-философского кружка. Организовал братство святого Николая для помощи русским беженцам.
В эмиграции мнение о нём в консервативной церковной среде как о масоне, шпионе и ренегате ещё более укрепилось; поддерживал экуменизм, введение григорианского календаря, а также притязания на власть митрополита Евлогия (Георгиевского) в споре с митрополитом Антонием.
С 1922 года член епархиального совета при управляющем русскими православными общинами в Болгарии.
Не смог участвовать в Зарубежном («Карловацком») Соборе 1922 года, так как не получил въездной визы в Королевство сербов, хорватов и словенцев; на Соборе против него звучали обвинения в соучастии в разложении русской армии, в частности, со стороны епископа Вениамина (Федченкова).
С 1924 года законоучитель и классный наставник (в 1932–1934 годах директор) в Софийской русской гимназии, приват-доцент по кафедре гомилетики и с 1926 года профессор пастырского богословия богословского факультета Софийского университета. Председатель Русской академической группы в Болгарии, член Свято-Владимирского братства. Участвовал в организации Софийской духовной академии.
В 1926 году, ввиду готовившихся Архиерейским Синодом прещений, перешёл в юрисдикцию Болгарского экзархата и фактически порвал отношения с РПЦЗ.
С 1927 года настоятель храма Святой Седмочисленницы в Софии, участник деятельности общества «Русский сокол» и съезда РСХД. В 1930 году член Юбилейного комитета для чествования Ф. М. Достоевского
В июле 1946 года патриарх Алексий I пригласил Шавельского вернуться в СССР и занять должность профессора Московской духовной академии; Шавельский ответил согласием. Затем, однако, патриарх по указанию председателя Совета по делам Русской православной церкви Г. Г. Карпова был вынужден отказать Шавельскому (по выражению Карпова «ввиду неполучения корпуса в Загорске, а фактически ввиду его старости»). Возвращение Шавельского на родину не состоялось.
В письме от 7 мая 1948 года поверенного в делах СССР в Болгарии Климента Лёвычкина заместителю министра иностранных дел Вышинскому давалась следующая его характеристика как предполагаемого кандидата в делегацию Болгарской Церкви на Совещание Глав и представителей православных церквей в Москве в июле того же года: « — белоэмигрант (комиссия отказала ему в восстановлении в советском гражданстве за активную антисоветскую деятельность), сторонник экуменизма, имеет сомнительные связи с американскими представителями в Болгарии, оказывает большое влияние на экзарха Стефана.» В связи с планами экзарха Стефана использовать Шавельского (а также протопресвитера Стефана Цанкова) для выступления на Совещании против Московской Патриархии, Лёвычкин предлагал прямо сказать экзарху, что кандидатура Шавельского в составе делегации «нежелательна как белогвардейца, не восстановленного в советском гражданстве за его активную деятельность против Советского Союза»; в состав делегации включён не был.
Председатель Совета по делам Русской православной церкви Г. Г. Карпов в своём письме от 2 сентября 1949 года в МИД СССР В. А. Зорину предлагал «устранение от занимаемых постов, а может быть, и привлечение к ответственности проф. Цанкова и протопресвитера Шавельского как главную агентуру западных экуменистов».
Скончался 2 октября 1951 года в Софии. Отпевание в храме святых Седьмочисленников, где священствовал протопресвитер, возглавил Председатель Синода митрополит Кирилл в сослужении, среди прочих, протопресвитера Стефана Цанкова. Похоронен на русском участке Центрального кладбища Софии.
Знавший его лично епископ (князь) Иоанн (Шаховской) писал о нём посмертно: «<…> В о. Георгии не было того, что так часто и в наши дни губит церковную жизнь — провинциализма. <…> В о. Георгии была, если можно так выразиться, духовная великодержавность. Он умел смотреть в сущность вещей. Дела „сего мира“ не затмевали в нём веры.».

## Труды
- Письма к В. Г. Глазову // РГИА. Ф. 922. Оп. 1. Д. 752.
- Памяти преосвященного Бориса [Плотникова] // Христианское чтение. 1901. № 12.
- Мысли и чувства христианина об отношении веры к положительной науке; Редкое церковное торжество; Молебствие в Суворовской церкви // Вестник военного духовенства. 1903. № 3–4, 14.
- Поучение пред исповедью; На 27 января 1904 г. (стихотворение); Из боевой жизни; Речь пред освящением знамён // Там же. 1904. № 4, 6, 17, 21.
- Из боевой жизни 33-го Восточно-Сибирского стрелкового полка // Кормчий. 1904. № 45.
- Суворовская-Кончанская, что при Николаевской академии Генерального штаба, церковь: (1786-1906 г.): [Ист. очерк]. — СПб.: тип. П.Ф. Вощинской, 1906. — 68 с.
- Поучение в день празднования двухсотлетия Полтавской победы; Слово на торжестве открытия памятника павшим // Вестник военного духовенства. 1909. № 9, 20.
- Евангелие и жизнь: Притча Спасителя о богаче и Лазаре. — СПб.: тип. «Сельского вестника», 1910. — 16 с.
- Последнее воссоединение с православною церковью униатов Белорусской епархии (1833—1839 гг.). — СПб.: тип. «Сельского вестника», 1910. — XXIV, 380, 84 с.
- Речь перед защитой диссертации // Христианское чтение. 1910. № 7/8.
- Крещение Господне и наше // Духовная беседа. 1910. № 1.
- Речи // Вестник военного и морского духовенства. 1911. № 4, 9; 1912. № 2, 5, 20;1913. № 3–4, 6, 20, 22; 1914. № 1, 11, 20–21.
- Военное духовенство в борьбе России с Наполеоном. — СПб.: Кн-во «Сельского вестника»; М.: Товарищество И.Д. Сытина, 1912. — 32 с.
- Евангелие и жизнь: Пост и молитва: (Несколько ст. на Великий пост и приготовит. к нему недели). — СПб.: тип. «Сельского вестника», 1912. — 98 с.
- К рекрутскому набору. — СПб.: тип. «Сельского вестника», 1912. — 16 с.
- За веру, царя и отечество. — СПб.: тип. «Сельского вестника», 1912. — 16 с. — (5-е изд. М.: тип. Штаба Моск. воен. окр., 1916).
- Наставление госпитальным священникам. Пг., 1914.
- Жестокости германских солдат и офицеров // Церковные ведомости. 1914. № 14/15.
- Христолюбивые, доблестные воины! Пг., 1915.
- Опыт собеседований гарнизонного духовенства города Одессы с нижними чинами гарнизона применительно к программе бесед священника с нижними чинами, одобренный отц. протопресв. воен. и морск. духовен. Г.И. Шавельским. — Одесса: Кн. скл. духов. Одес. воен. окр., 1916. — [4], 108, III с.
- Война — суд Божий. М., 1917.
- Не верьте дурным слухам: они идут от врагов! М., 1917.
- К вопросу о постройке посёлка, инвалидного дома и приюта-гимназии // Церковно-общественная мысль. 1917. № 11/12.
- Великой, свѣтлой памяти Почившихъ Вождей Добровольческой Арміи Генераловъ: Алексѣева, Корнилова, Маркова, Дроздовскаго, полк. Міочинскаго, Донского Атамана генер. Каледина. — Ростов на Дону, 1919.
- Речь // Единая Русь. 1919. 8 февраля. № 31.
- Речь // Свободная речь. 1919. № 114.
- О Соборе // Великая Россия. 1919. Май.
- [Статьи] // Церковные ведомости. 1919. № 1–7.
- Православно пастирство. — София, 1920. — 324 с. — (на болгарском языке).
- Церковь и революция // Русская мысль. 1922. Кн. 4.
- Свети Атанасий Великий — светитель на църквата и светилникъ на православието. — София, 1924. — IV+66 с. — (на болгарском языке).
- Учението на графъ Л.Н. Толстой за непротивлението на злото. — София, 1924. — (на болгарском языке).
- Православное пастырство. — София, 1930. — 679, [5] с. — (репринт СПб., 1996).
- Русская школа в Болгарии // Труды V съезда русских академических организаций за границей. София, 1932 (Педагогика российского зарубежья. М., 1996. С. 381).
- Память высокопреосвященного Дамиана // Голос труда. 1936. 24 апреля.
- Святой кн. Владимир и его дело // Русский Сокол в Болгарии. 1937. № 4.
- Русские монастыри дореволюционного времени. София, 1938.
- Св. кн. Владимир и его дело // Русский сокол в Болгарии. 1938. № 4.
- Бунт против Бога в СССР. София, 1938.
- Иудаистический национализм при свете божественного откровения. София, 1939.
- О Боге и Его правде. — София, 1938.
- Молитва Господня (беседы деда с внуком). Ч. 1–2. София, 1938–1939.
- Воспоминания последнего протопресвитера Русской армии и флота. — В 2 томах. — Нью-Йорк: Издательство имени Чехова, 1954. — Т. 1. 414 с.; Т. 2. 412 с.. — (2-е издание — М.: Крутицкое подворье, 1996).
- Русская Церковь пред революцией. — М.: Артос-Медиа, 2005 (написана в 1935—1939). — 509, [1] с. — ISBN 5-98574-011-0. — рукопись этого труда хранится в Бахметьевском архиве (США) и была впервые издана в 2005 году в Москве.
- Московский Поместный Собор 1917–1918 гг. // Дело великого строительства церковного. Воспоминания членов Священного Собора Православной Российской Церкви 1917–1918 годов. М., 2009. С. 575–581.
- В школе и на службе. 2016.